# Rumex callianthemus
Rumex callianthemus är en slideväxtart som beskrevs av Danser. Rumex callianthemus ingår i släktet skräppor, och familjen slideväxter. Inga underarter finns listade i Catalogue of Life.